# Lancia 037
El Lancia 037 Rally (también conocido como Abarth 037) fue un coche construido por Lancia destinado exclusivamente al Campeonato del Mundo de Rallys de la FIA. Su línea estaba basada en el Lancia Beta Montecarlo. El nombre del 037 viene de que el proyecto llevado a cabo por Abarth, empresa perteneciente al grupo FIAT, que era el número 37. La versión de calle se denominó Lancia 037 Stradale.
Fue presentado en el Salón del Automóvil de Turín de 1982.

## Historia

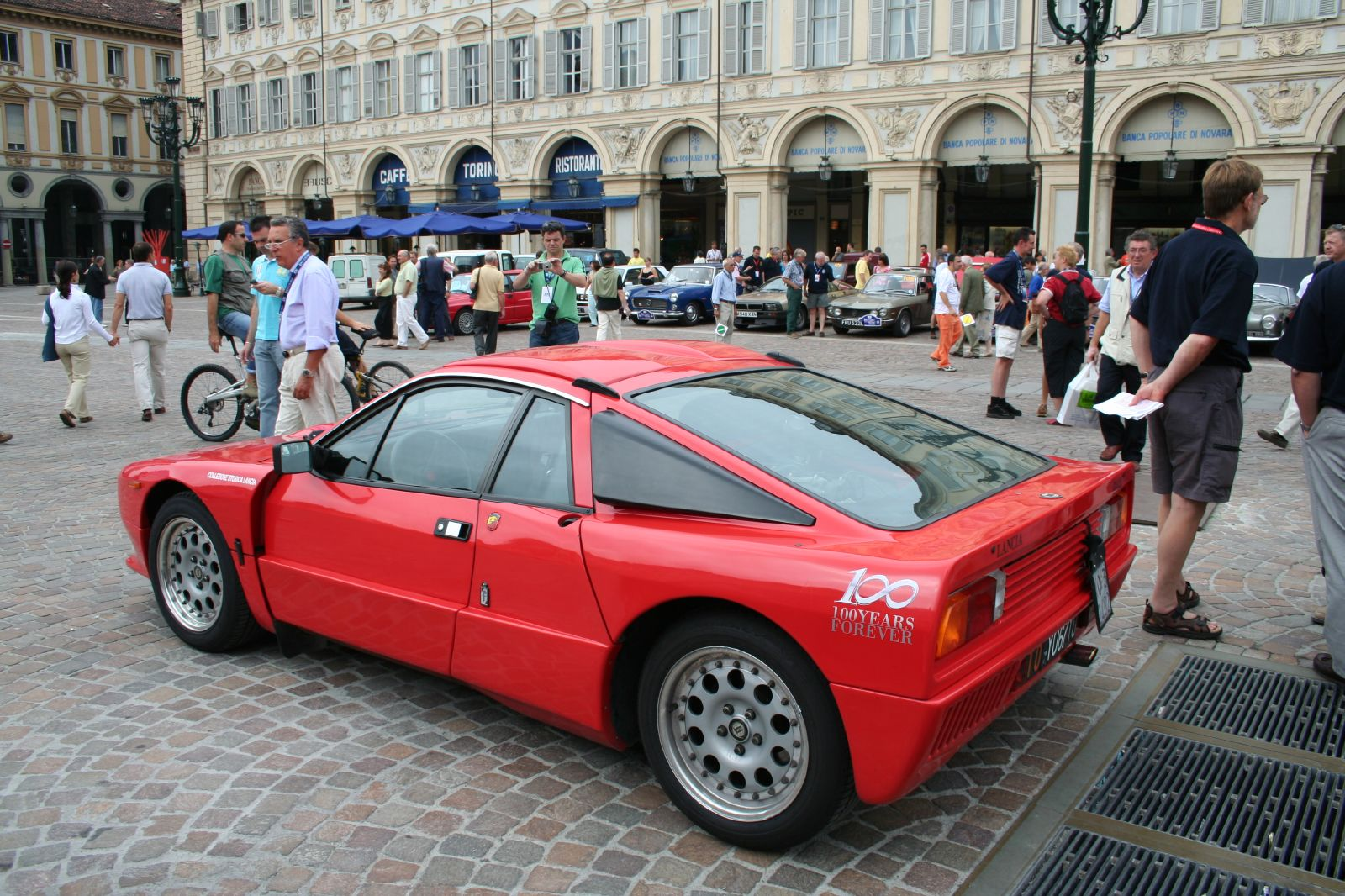
Vista posterior del 037 Stradale.

Con la introducción en el Campeonato Mundial de Rally de la nueva reglamentación de la FIA que permitía los Grupos B, una amplia aplicación de nuevas tecnologías para coches de competición de los que solo se requería construir 200 unidades, la política deportiva de Lancia se encaminó a construir vehículos destinados expresamente a la competición en rallys, sin que estuvieran derivados de un automóvil de serie. Así nació una de las leyendas mundiales de los rallies, el Lancia 037, que puede considerarse como el primer automóvil del Grupo B de rally.
De cara al año 1982, Lancia ya había logrado, con el Lancia Stratos, tres Campeonatos de Constructores del Mundial de Rallys consecutivos (de 1974 a 1976), aunque por motivos comerciales, el grupo Fiat había decidido retirar el Stratos en favor del Fiat 131 Abarth.
Con la llegada de los Audi Quattro de tracción en las cuatro ruedas y turbo, que produjeron una auténtica revolución en el mundo de los rallys, la opción al triunfo era casi nula. Por lo tanto, los dirigentes del grupo italiano decidieron recuperar la fórmula ganadora del Stratos y desarrollar un nuevo vehículo concebido por y para competir, apegado a la reglamentación del Grupo B.
Como plataforma se utilizó el Lancia Montecarlo, un deportivo de motor central diseñado y fabricado por el carrocero Pininfarina. El coche en cuestión era desmantelado dejando solamente el habitáculo y a partir de él, se le ensamblaban 2 subchasis tubulares de alta rigidez para acoger las nuevas suspensiones de doble brazo pensadas expresamente para soportar las duras condiciones del WRC.
El motor original era sustituido por una unidad Lampredi DOHC con 4 válvulas por cilindro (16 en total) accionadas por cadena, de 1995 cm³ (2 litros) heredada del 131 Abarth, la cual se posicionaba longitudinalmente y era combinada con un sobrealimentador Volumex desarrollado por Abarth. Finalmente, los paneles de carrocería originales de chapa, eran sustituidos por otros de Kevlar reforzado con fibra de vidrio. Como resultado, el recién nacido Lancia 037 combinaba un peso ligero de 960 kg (2116 lb) (1170 kg (2579 lb) en el modelo Stradale) con un motor con una entrega de potencia lineal que iba desde los 255 CV (252 HP; 188 kW) a los 325 CV (321 HP; 239 kW) en los modelos Evoluzione; y 208 CV (205 HP; 153 kW) en el modelo Stradale.
Su producción fue limitada a 207 unidades, ya que su único fin era vender el número mínimo de unidades que había que fabricar para poder homologar el vehículo en el Grupo B y participar en el Mundial.

### Especificaciones
| Aspiración               | Sobrealimentador Volumex tipo raíces Abarth de 0,6 bar (8,5 psi) |
| Diámetro x carrera       | 84 mm (3,31 plg) x 90 mm (3,54 plg)                              |
| Relación de compresión   | 7.5:1                                                            |
| Sistema de lubricación   | Cárter seco                                                      |
| Sistema de refrigeración | Líquida                                                          |
| Alimentación             | Carburador de doble cuerpo Weber 40 DCNVH 15/250                 |
| Potencia máxima          | 208 CV (205 HP; 153 kW) a las 7.000 rpm                          |
| Par máximo               | 23 kg·m (226 N·m; 166 lb·pie) a las 5.000 rpm                    |
| Depósito de combustible  | 70 L (18,5 galAm; 18,5 galAm)                                    |

Relaciones de la caja de cambios:
| 1.ª   | 2.ª   | 3.ª   | 4.ª   | 5.ª   | Reversa | Final |
| ----- | ----- | ----- | ----- | ----- | ------- | ----- |
| 2.417 | 1.611 | 1.136 | 0.846 | 0.704 | 2.867   | 5.25  |

## Competición

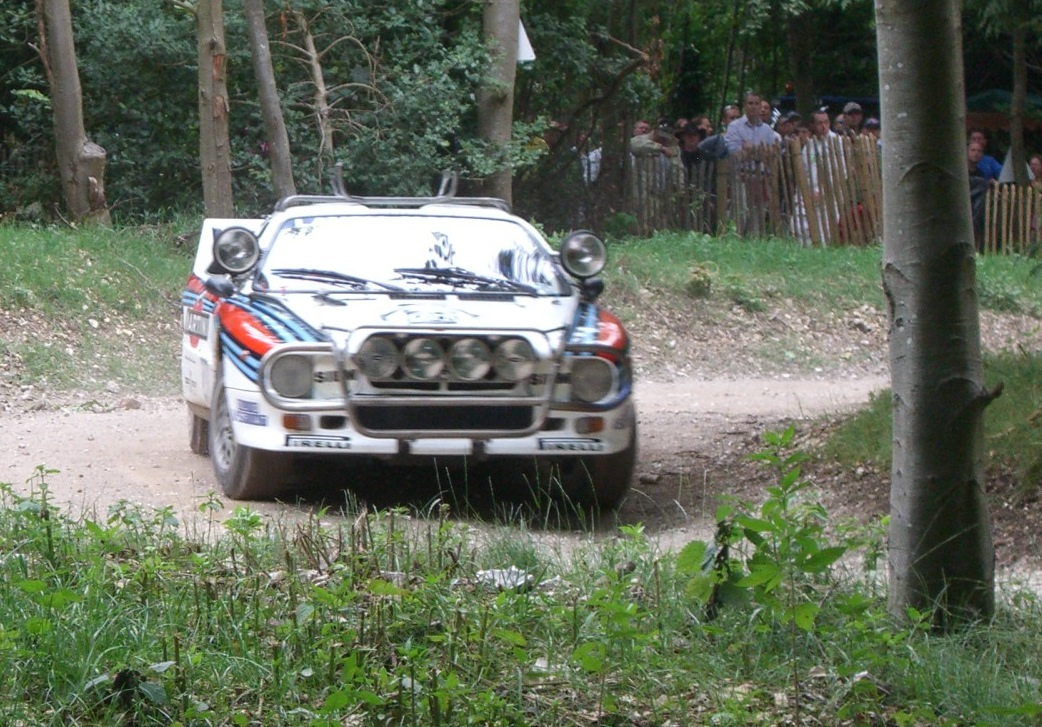
Lancia 037 Rally de 1983.

El 037 fue creado para formar parte del recientemente creado Grupo B dentro del Campeonato del Mundo de Rallys, que en 1982 se dividió en tres categorías: A, B y N. Su fin en el campeonato del mundo llegó en 1985, con la sustitución por el Lancia Delta S4 con tracción total, aunque participó en el duro Rally Safari de 1986 sustituyendo al S4 debido a que el 037 era un coche técnicamente más simple y fiable.
Con la dura competencia de los Audi Quattro de tracción total, Lancia vio la necesidad de contar en sus automóviles de rally con esa tecnología y se desarrolló para finales del 85 su sustituto, el Lancia Delta S4.
A pesar de contar con la desventaja de tener solamente 2 ruedas motrices frente al Audi Quattro, la excepcional agilidad del 037 junto con su fiabilidad mecánica permitieron a Lancia ganar el título de campeón mundial de constructores en la temporada de 1983, pasando a la historia como el último coche de tracción a 2 ruedas en conseguirlo.
El 037 fue un triunfador en los rallys, pero también es recordado por el mortal accidente de Attilio Bettega durante la celebración del Tour de Corse (Córcega) de 1985.

### Palmarés
| Títulos                                                         | Ganadores                      |
| --------------------------------------------------------------- | ------------------------------ |
| Campeonato Mundial de Constructores de 1983                     | Lancia, con 118 puntos         |
| Campeonato de Pilotos del Campeonato de Europa de Rally de 1983 | Miki Biasion / Tiziano Siviero |
| Campeonato de Pilotos del Campeonato de Europa de Rally de 1984 | Carlo Capone                   |
| Campeonato de Pilotos del Campeonato de Europa de Rally de 1985 | Dario Cerrato                  |
| Campeonato de Pilotos del Campeonato de España de Rally de 1985 | Salvador Serviá                |
| Campeonato de Pilotos del Campeonato de España de Rally de 1986 | Salvador Serviá                |
| Campeonato de Italia de Rally de 1983                           | Miki Biasion                   |
| Campeonato de Italia de Rally de 1984                           | Adartico Vudafieri             |
| Campeonato de Italia de Rally de 1985                           | Dario Cerrato                  |
| Campeonato de Italia de Rally de 1987                           | Michele Rayneri                |

| Victorias en el WRC            | Piloto       | Copiloto              |
| ------------------------------ | ------------ | --------------------- |
| Rally de Montecarlo de 1983    | Walter Röhrl | Christian Geistdörfer |
| Rally de Córcega de 1983       | Markku Alén  | Ilkka Kivimäki        |
| Rally Acrópolis de 1983        | Walter Röhrl | Christian Geistdörfer |
| Rally de Nueva Zelanda de 1983 | Walter Röhrl | Christian Geistdörfer |
| Rally de San Remo de 1983      | Markku Alén  | Ilkka Kivimäki        |
| Rally de Córcega de 1984       | Markku Alén  | Ilkka Kivimäki        |

### Especificaciones
| Carrocería               | Resina de poliéster reforzada con fibra de vidrio y retardante de llama.                           |
| Aspiración               | Sobrealimentador Volumex tipo raíces Abarth de 0,6 bar (8,5 psi) a 0,9 bar (12,8 psi).             |
| Diámetro x carrera       | 84 mm (3,31 plg) x 90 mm (3,54 plg).                                                               |
| Relación de compresión   | 7.5:1                                                                                              |
| Sistema de lubricación   | Forzada por cárter seco con tanque de aceite de 8 kg (18 lb).                                      |
| Sistema de refrigeración | Líquida, forzada con bomba y radiador al frente.                                                   |
| Alimentación             | Inyección mecánica Bosch.                                                                          |
| Potencia máxima          | 280 CV (276 HP; 206 kW) a las 8.000 rpm.                                                           |
| Par máximo               | 30,5 kg·m (299 N·m) a las 5.000 rpm.                                                               |
| Embrague                 | Placa seca simple con metal de sellado Valeo de 230 mm (9,1 plg) de diámetro con pedal hidráulico. |
| Aceleración              | 0 a 60 mph (97 km/h) en 4,2 segundos.                                                              |

## Galería

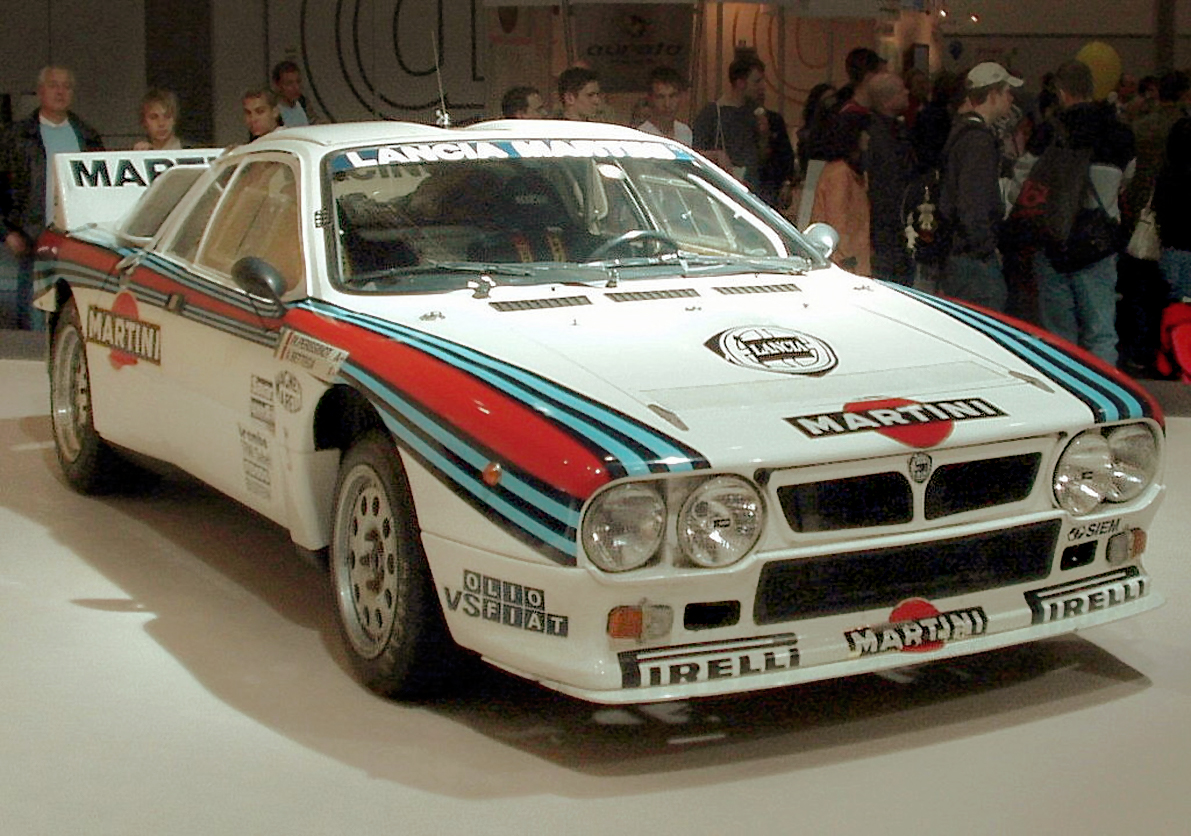
El Lancia 037 ex-Attilio Bettega.
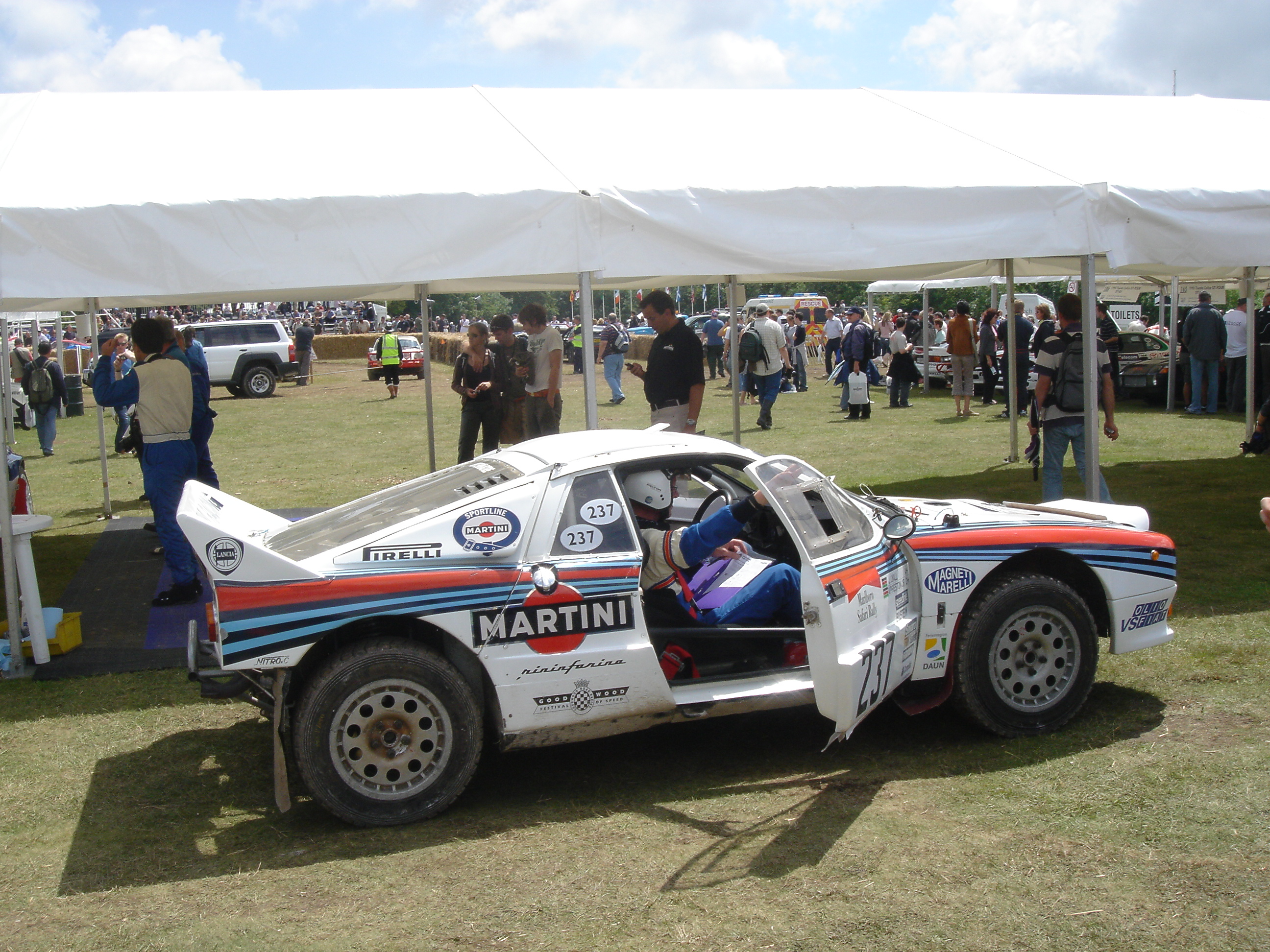
037 en el Festival de la Velocidad de Goodwood de 2007.
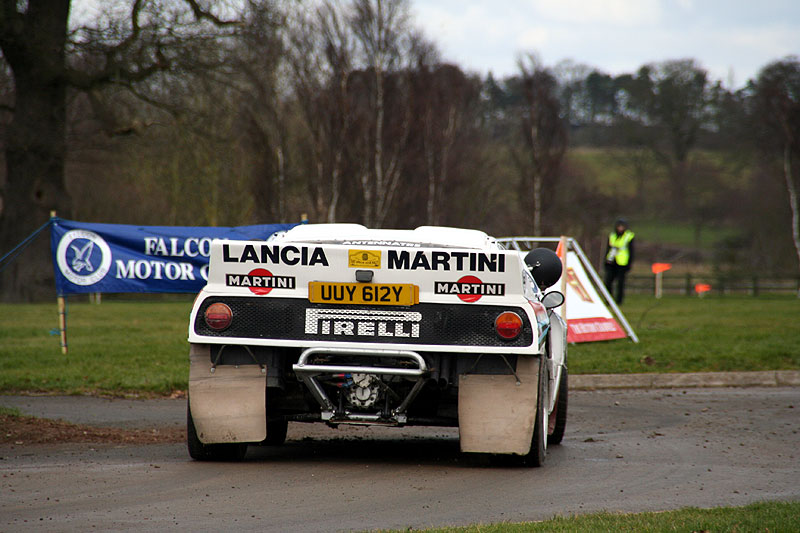
037 en el Historic Motorsport Show de 2006.
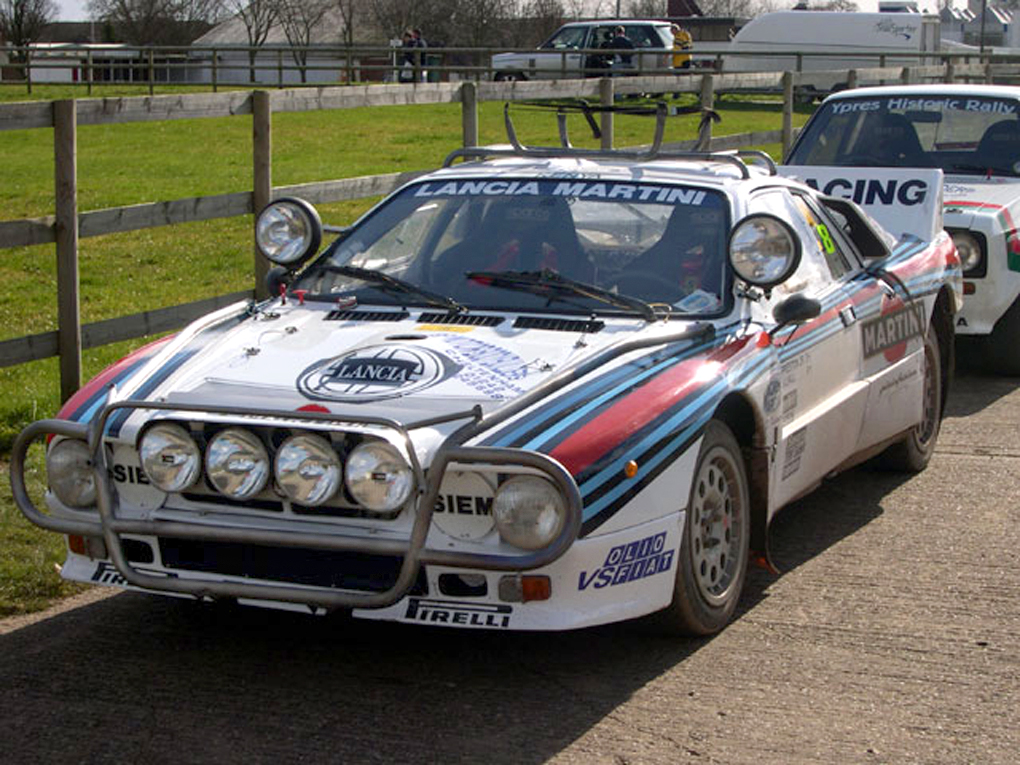
037 en el Rally Safari.
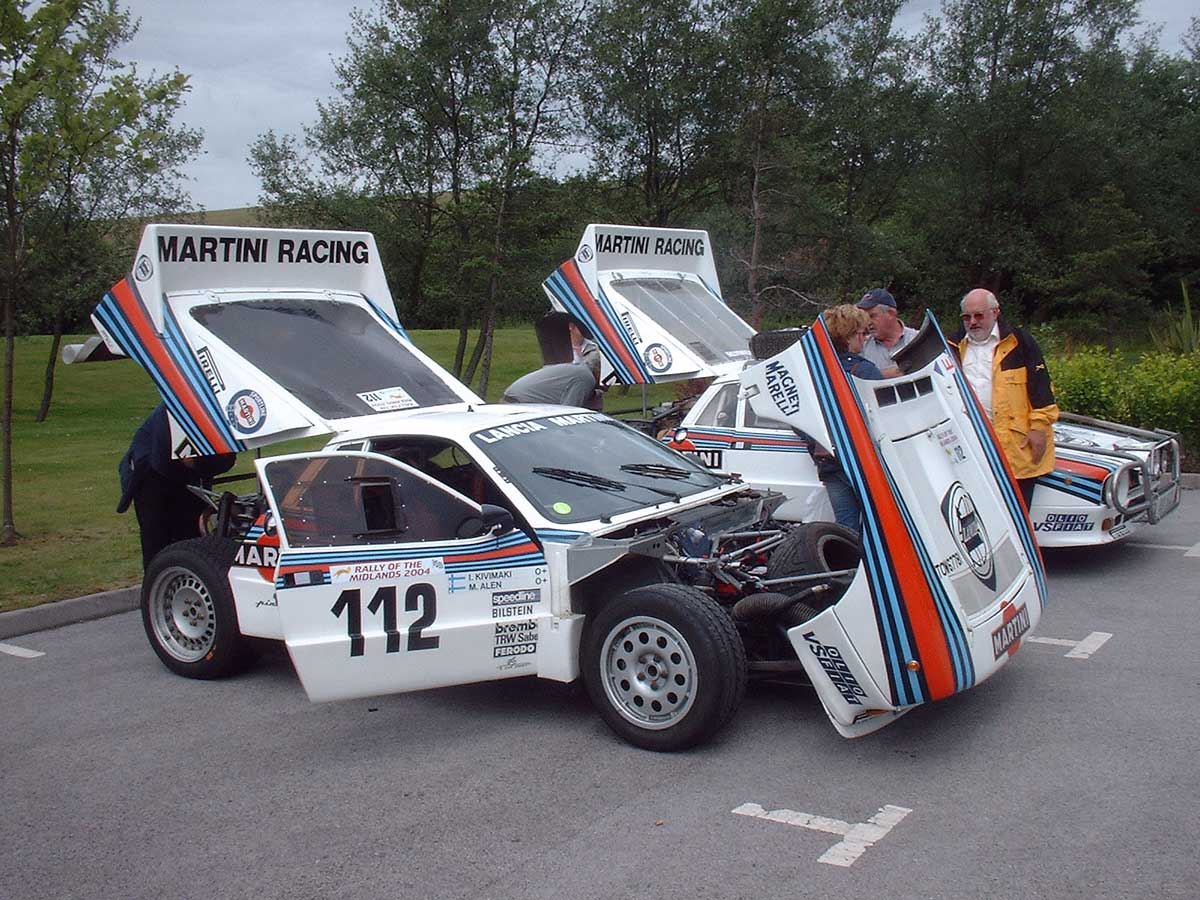
Lancia 037 con el capó abierto.
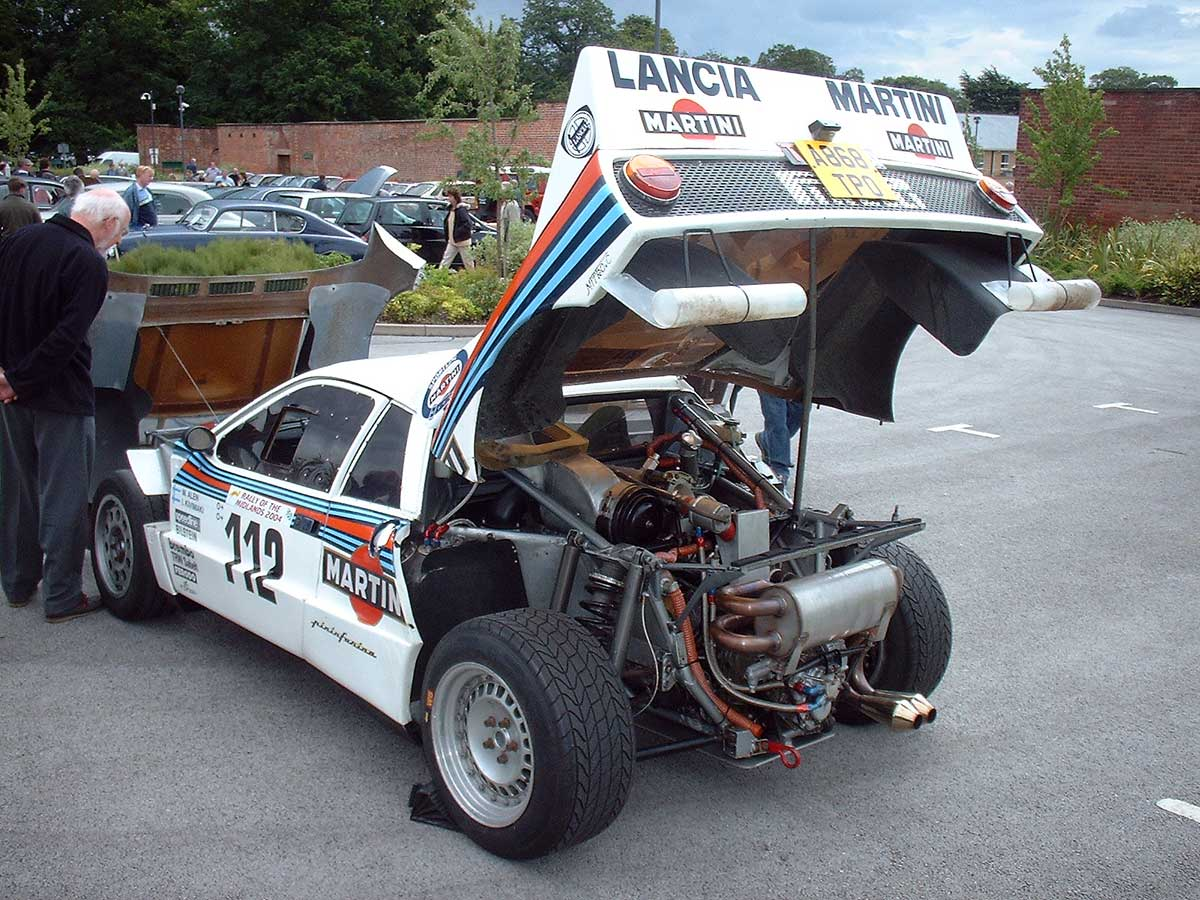
Motor y suspensión trasera del 037.